# یوری گاگارین
یوری الکسی‌یویچ گاگارین (به روسی: Юрий Алексеевич Гагарин) (زاده ۹ مارس ۱۹۳۴ – درگذشته ۲۷ مارس ۱۹۶۸) فضانورد روسی و نخستین فضانورد جهان بود. یوری گاگارین در روز ۱۲ آوریل ۱۹۶۱ میلادی توسط فضاپیمای وُستوک-۱ به فضا رفت و به مدت ۱۰۸ دقیقه مدار زمین را یک دور به‌طور کامل پیمود. عصر سفرهای فضایی انسان با این پرواز آغاز گشت.
یوری گاگارین پس از پرواز تاریخی خود به سمت ریاست مرکز آموزش فضانوردان در شهرک ستاره‌ها انتخاب شد. در همین حین و در کنار شغل حرفه‌ای خود، با بازدید و سخنرانی در شهرها و کشورهای گوناگون، نقش عمده‌ای در افزایش آگاهی عمومی در مورد سفرهای فضایی ایفا نمود. هشت سال پس از سفر فضایی‌اش، یوری گاگارین در یک سانحه هوایی کشته شد.
گاگارین به خاطر سفر فضایی تاریخی خود تبدیل به ستاره‌ای جهانی شد و نشان‌ها و عنوان‌های افتخار بی‌شماری از سراسر جهان دریافت کرد. شب ۱۲ آوریل هر سال به عنوان «شب یوری» گرامی داشته می‌شود و جشن‌ها و گردهمایی‌هایی در سراسر جهان به یاد نخستین فضانورد جهان برپا می‌گردد.

## زندگی

### کودکی
یوری گاگارین در تاریخ ۹ مارس ۱۹۳۴ میلادی در روستای کلوشینو در نزدیکی شهر گژاتسک واقع در استان اسمالنسک در کشور روسیه (اتحاد شوروی) چشم به جهان گشود. نام شهر گژاتسک سال‌ها بعد در ۱۹۶۸، به افتخار گاگارین به «شهر گاگارین» تغییر داده شد. پدرش الکسی ایوانویچ گاگارین (۱۹۷۳–۱۹۰۲)، و مادرش آنا تیموفیونا ماتویوا گاگارینا (۱۹۸۴–۱۹۰۳) هردو در یک مزرعه تعاونی به کار اشتغال داشتند. این زوج ۴ فرزند داشتند که یوری سومین آن‌ها بود.

### جنگ جهانی دوم
یوری روز یکم سپتامبر ۱۹۴۱ در روستای کلوشینو به دبستان رفت، اما در ۱۲ اکتبر همان سال روستای آن‌ها را نیروهای آلمان نازی اشغال کردند و مدارس به مدت دو سال تعطیل شدند. همانند بسیاری از خانواده‌های دیگر در شوروی، خانواده گاگارین در طول جنگ جهانی دوم با مشکلات زیادی مواجه بودند. نیروهای اشغالگر در سال ۱۹۴۳ خواهر و برادر بزرگترش زویا و والنتین را برای کار اجباری به اردوگاه‌های نازی‌ها بردند، این دو تا پایان جنگ نتوانستند خانواده‌شان را ببینند.
یوری گاگارین در مدرسه دانش‌آموزی کوشا و درسخوان و به قول معلم مدرسه‌اش گهگاهی هم بازیگوش بود! او از کودکی به پرواز علاقه داشت، هواپیماهای مدل می‌ساخت و کتاب‌های ژول ورن را با علاقه مطالعه می‌کرد؛ معلم ریاضی و فیزیک او در طول جنگ جهانی دوم خلبان نیروی هوایی شوروی بوده، و این موضوع شاید در علاقه گاگارین به پرواز بی‌تاثیر نبوده باشد.

### گاگارین نوجوان
در سال ۱۹۴۹ پس از اتمام تحصیلات ابتدایی، یوری در یک مدرسه شبانه فنی آهنگری در بخش ریخته‌گری به کارآموزی مشغول شد. در ۱۹۵۱ برای ادامه تحصیلات در هنرستان فنی ساراتوف قبول شد. هم‌زمان با تحصیل در هنرستان، یوری که همیشه به پرواز علاقه داشت، به عضویت باشگاه هوایی ساراتف درآمد تا فوت و فن پرواز با هواپیمای سبک را فراگیرد. پشتکار بالای یوری باعث شد که در هنرستان و باشگاه پرواز بدرخشد، طوری‌که در سال ۱۹۵۱ با رتبه درخشان از هنرستان فارغ‌التحصیل شد و در سال ۱۹۵۵ هم نخستین پرواز انفرادی خود را با هواپیمای سبک یاک-۱۸ انجام داد.

### دانشکده نیروی هوایی و ازدواج
در ۱۹۵۵ پس از فارغ‌التحصیلی در هنرستان، یوری گاگارین به دانشکده نیروی هوایی اورنبورگ رفت تا پرواز با هواپیماهای نظامی را فراگیرد. مدت کوتاهی پس از پرتاب اسپوتنیک-۱ (نخستین ماهواره جهان)، او در سال ۱۹۵۷ پس از دریافت مدرک خلبانی هواپیمای میگ-۱۵ با امتیازات بالا از آن‌جا فارغ‌التحصیل شد. در همان دانشکده بود که با همسر آینده‌اش «والنتینا گُریاچوا» آشنا شد، و دو سال پس از فارغ‌التحصیلی، یوری و والنتینا در ۱۹۵۷ میلادی باهم پیوند زناشویی بستند.
گاگارین به عنوان خلبان هواپیمای میگ-۱۵ برای مدتی در پایگاه هوایی لوستاری در منطقه مورمانسک در نزدیکی مرز روسیه و نروژ به خدمت مشغول شد، جایی که پرواز در آن، به خاطر آب و هوای سخت منطقه خطرناک محسوب می‌شد.
یوری گاگارین جوان با ۱۵۷ سانتیمتر قد، مرد کوچک‌اندامی بود؛ نکته‌ای که بعدها در انتخاب او به عنوان کیهان‌نورد تأثیر داشت.

## ورود به برنامه فضایی

### گزینش و آموزش فضانوردان
یوری گاگارین در سال ۱۹۵۹ پس از ازدواجش، درخواست کتبی نامزدی خود را برای فضانوردی به سازمان فضایی شوروی تسلیم کرد. یک هفته بعد از او دعوت شد تا برای آزمایش‌های مقدماتی پزشکی به بیمارستان نیروی هوایی در مسکو برود.
سال ۱۹۶۰، سازمان فضایی شوروی، پس از مرحله اول گزینش، ۲۰ نفر از جمله گاگارین را برای پست فضانوردی برگزید. سرگئی کارالیوف، پدر برنامه فضایی شوروی، خود بر انتخاب نامزدها نظارت کرده بود. همه این افراد الزاماً بهترین خلبانان کشور نبودند: علاوه بر تسلط کامل به هوانوردی و توان تصمیم‌گیری صحیح در موقعیت‌های دشوار، وزن، سلامت جسمی و قد آن‌ها از عوامل کلیدی در انتخاب این افراد بود. موشکی که قرار بود نخستین فضانورد را به فضا ببرد بر اساس موشک نظامی قاره‌پیمای دوربرد آر-۷ ساخته شده بود، که آن هم در اصل برای پرتاب کلاهک هسته‌ای در مسافت‌های طولانی طراحی شده بود. برای همین فضاپیمای وستوک-۱ سوار بر آن نمی‌توانست بزرگتر از کپسول کلاهک هسته‌ای باشد.

### تاریخ نخستین سفر فضایی
یکی از دغدغه‌های دولتمردان و مسئولان سازمان فضایی شوروی، انتخاب تاریخی مناسب برای نخستین سفر فضایی بود. بر اساس اطلاعات کسب شده، مقامات شوروی گمان برده بودند که برنامه نخستین سفر فضایی آمریکا در روز ۲۰ آوریل ۱۹۶۱ اجرا می‌شود. آنان مصمم بودند فضانورد خود را قبل از آن تاریخ به فضا بفرستند. در عمل، نخستین فضانورد آمریکایی تا یک ماه بعد از آن تاریخ پرواز نکرد. برنامه آمریکا برای فرستادن فضانورد به بلندپروازی برنامه شوروی نبود، و فضاپیمای آمریکایی مرکوری برای پرواز به مدار زمین طراحی نشده بود، بلکه قرار بود پروازی کوتاه در مسیر پرتابه‌ای (Ballistic) زیر مدار زمین در ارتفاع حدود ۱۰۰ مایلی داشته باشد. اما بر اساس تعاریف رسمی، می‌شد همین پرواز کوتاه را «نخستین پرواز فضایی» دانست. به همین علت، بازه زمانی بین روزهای ۱۱ تا ۱۷ آوریل همان سال برای نخستین پرواز فضایی شوروی در نظر گرفته شد.

### گزینش نخستین فضانوردان
تا روزهای پیش از پرواز، هر شش عضو منتخب در گروه مورد آزمایش‌های دشواری قرار گرفتند تا استقامت جسمی و روانی آن‌ها محرز شود. روز ۱۷ مارس سال ۱۹۶۱ فضانوردان منتخب، تیم بزرگ پشتیبانی و گروهی از مقامات رسمی وارد پایگاه فضایی بایکونور شدند.
روز ۸ آوریل یعنی تنها چند روز پیش از پرواز فضایی، یوری گاگارین به عنوان نامزد اصلی پرواز گزینش شد. گرمان تیتوف به عنوان فضانورد ذخیره تعیین شد تا در صورت بروز هرگونه مشکلی برای گاگارین، بتواند به جای او پرواز کند. در مورد دلایل انتخاب گاگارین حدس و گمان‌های گوناگونی وجود دارد؛ برخی معتقدند که پیشینه کارگری خانواده او، نام خانوادگی یا حتی محل تولد او باعث شده‌بود که حزب کمونیست شوروی او را به گرمان تیتوف ترجیح دهد. شکی نیست که شخصیت گرم و اجتماعی و رسانه پسند او از دلایل مهم گزینشش بوده‌است.

پس از روشن شدن دو نامزد اصلی پرواز، سرگئی کارالیوف ضمن دیدار با گاگارین و تیتوف به آن‌ها اطلاع داد که فضاپیما در تاریخ ۸ آوریل آماده خواهد بود و پرواز برای روزهای ۱۰ تا ۱۲ آوریل برنامه‌ریزی شده‌است. دو روز بعد، جلسه‌ای رسمی با حضور مقامات بلندپایه دولت شوروی، مسئولان سازمان فضایی شوروی و هر شش فضانورد در یکی از پایگاه‌های نیروی هوایی در کنار رود سیردریا برگزار شد. این جلسه با سخنان سرگئی کارالیوف و با ارائه چکیده‌ای از فعالیت‌های گذشته و برنامه‌های آینده آغاز شد. وی گفت:
«[با اینکه] تنها ۴ سال از زمانی که اولین ماهواره جهان را به فضا پرتاب کردیم می‌گذرد، ما برای فرستادن اولین انسان به فضا آمادگی کامل داریم. شش کیهان‌نورد اینجا حضور دارند و همگی برای انجام این مأموریت از آمادگی لازم برخوردارند. تصمیم بر این شده که نخستین پرواز توسط یوری گاگارین انجام شود، و دیگران در پروازهای آتی شرکت کنند؛ [چون] تا پایان امسال ده فروند فضاپیمای وستوک برای پرواز آماده خواهند بود. سال آینده فضاپیماهایی با ۲ و ۳ سرنشین خواهیم داشت، و فکر کنم کیهان‌نوردانی که اینجا هستند بدشان نیاید ما را در این سفرهای فضایی همراهی کنند. باور داریم که [این] فضاپیما برای پرواز کاملاً آماده شده و پرواز موفقی خواهد داشت. یوری الکسی‌یویچ، برایت آرزوی موفقیت بسیار دارم»

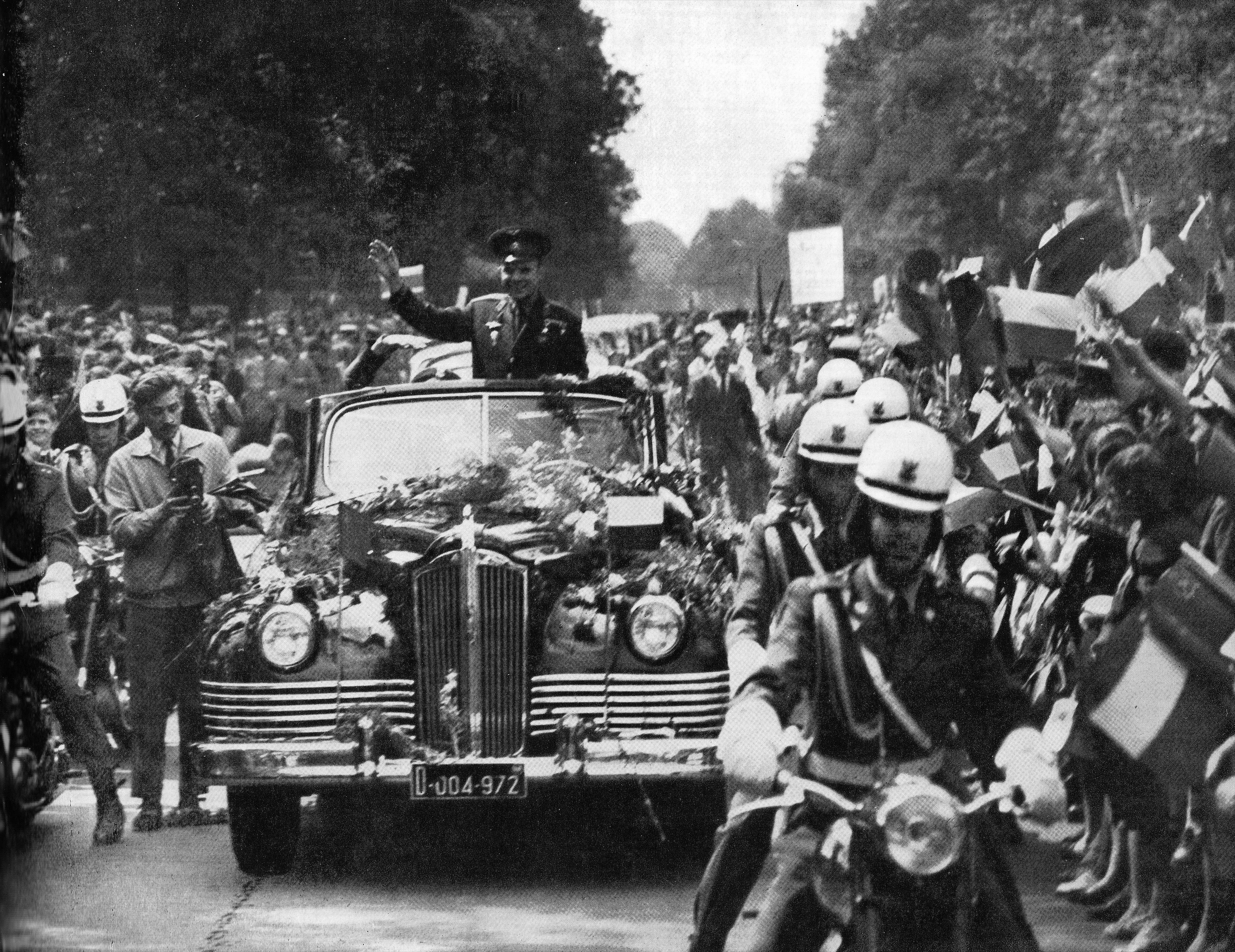
استقبال مردم از وی ۱۹۶۱

در این میان خبرگزاری تاس، خبرگزاری رسمی دولت شوروی، سه بیانیهٔ گوناگون برای نخستین پرواز فضایی تهیه کرد. بیانیه نخست، اعلام خبر موفقیت پرواز نخستین فضانورد جهان بود. بیانیه دوم در صورتی مخابره می‌شد که فضانورد برخلاف برنامهٔ پیشین در خاک کشوری غیر از شوروی یا در اقیانوس فرود بیاید، و شامل درخواست کمک بین‌المللی برای یافتن او بود. بیانیه سوم برای بدترین حالت یعنی از دست رفتن فضانورد تهیه شده بود. خوشبختانه بیانیه‌های دوم و سوم هیچگاه بکار نیامد.

### شمارهٔ رمز «۲۵»
تا پیش از پرواز گاگارین، هیچ انسانی به فضا نرفته، خارج از جو زمین و در شرایط بی‌وزنی قرار نگرفته بود. پزشکان و روانشناسان و حتی به قولی خود سرگئی کارالیوف نگران این بودند که فضانورد با ورود به مدار زمین و قرار گرفتن در بی‌وزنی از یک سو، و مشاهده فضای بیکران و کره زمین از سوی دیگر، تعادل روانی خود را از دست داده و دست به اقدامات غیرقابل پیش‌بینی بزند.
به همین دلیل فضاپیمای وستوک-۱ بگونه‌ای ساخته شده بود که تمام پرواز را به‌طور خودکار انجام دهد. تنها راه از کار انداختن کنترل خودکار و به دست گرفتن ناوبری فضاپیما، وارد کردن شماره رمز ویژه‌ای در سیستم ناوبری بود. این شماره رمز — عدد «۲۵» — روی کاغذی نوشته شده و در پاکتی سربسته در داخل فضاپیما قرار داده شده بود.
کنترل دستی فضاپیما تنها در حالتی امکان داشت که فضانورد در حالت روانی مناسب قرار داشته، توان بازکردن پاکت، خواندن شماره رمز، و وارد کردن آن شماره به سامانهٔ ناوبری را داشته باشد!

## نخستین پرواز فضایی انسان

### آغاز پرواز
یوری گاگارین در ساعت شش و هفت دقیقه صبح روز چهارشنبه ۱۲ آوریل ۱۹۶۱ به وقت مسکو، از پایگاه فضایی بایکونور با فضاپیمای وستوک-۱ (نام و شماره سریال: Vostok 3KA-2) و با رمز پرواز «درخت سرو» به عنوان نخستین فضانورد جهان به مدار زمین پرواز کرد.
متخصصان در مرکز کنترل پرواز، به وسیلهٔ سه کانال رادیویی و یک کانال تلویزیونی با گاگارین در مدار زمین ارتباط داشتند.
نخستین جمله‌هایی که گاگارین به زمین مخابره کرد این بود: «پرواز به خوبی ادامه دارد، دید خوبی دارم، من زمین را می‌بینم، خیلی زیبا است». مشهور است که گاگارین در حال اوج گرفتن به مدار زمین، آهنگ یک سرود میهن‌پرستانه روسی را زمزمه می‌کرده. این سرود «مام میهن می‌شنود» نام دارد؛ شعر این سرود اثر یوگنی دولماتوسکی و آهنگ آن اثر دمیتری شوستاکوویچ آهنگساز پرآوازه روسی است. ابیات اول این آهنگ چنین هستند:
| مام میهن می‌شنود |  | مام میهن می‌داند               |
| که فرزندش       |  | تا کجای آسمان‌ها پرواز کرده‌است |

در حالی که گاگارین در مدار زمین پرواز می‌کرد، درجه نظامی او به افتخار موفقیتش از ستوانی به سرهنگی ارتقاء پیدا کرد.
مدارگرد حامل یوری گاگارین پس از آنکه ۱۰۸ دقیقه با سرعت ۲۷٬۴۰۰ کیلومتر در ساعت، یکبار زمین را دور زد، نخستین فضانورد جهان را به سلامت به زمین بازگرداند و بدینسان افتخاری بی‌نظیر برای یوری گاگارین و کشورش، اتحاد جماهیر شوروی سابق به ارمغان آورد. مداری که یوری گاگارین سوار بر وستوک-۱ پیمود، مداری بیضی شکل بود که حداقل ۱۶۹ و حداکثر ۳۱۵ کیلومتر از سطح متوسط زمین فاصله داشت و صفحه مدار با صفحه استوای زمین زاویه‌ای ۶۵ درجه‌ای می‌ساخت تا فرود گاگارین را در خاک شوروی تضمین نماید.

### مشکل در مرحله ترمز
فضاپیمای وستوک-۱ پس از طی بخش بزرگی از مسیر پرواز بر فراز قارهٔ آفریقا رسید و سیستم ناوبری به‌طور خودکار ترمزهای سوخت مایع را بکار انداختند. قرار بر این بود که حدود ۱۰ تا ۱۲ ثانیه پس از اتمام کار موتور ترمز، بخش سرویس‌دهی فضاپیما از کپسول فضایی گاگارین جدا و مرحله بازگشت به زمین آغاز گردد. اما به علت گیر کردن کابل‌های اتصال دهنده این دو بخش، بخش سرویس‌دهی در حالت نیمه متصل به کپسول حامل گاگارین باقی ماند. کپسول گاگارین در این لحظه در حال ورود به جو زمین بود و این مشکل باعث شد که حول محور خود دچار دوران شدید و غیرقابل کنترل شود.
یوری گاگارین خود در مورد این حادثه می‌گوید:
«به محض اینکه کار موتور ترمز پایان یافت، فضاپیما تکان شدیدی خورد و شروع کرد به چرخش با سرعت بالا دور محور خودش، سرعت چرخش حدود ۳۰ درجه در ثانیه بود. همه چیز می‌چرخید. این رویداد بر فراز قاره آفریقا رخ داد، از پنجره یک لحظه قاره آفریقا، یک لحظه افق زمین و لحظه دیگر آسمان را می‌دیدم. اصلاً وقت نداشتم خودم را در برابر نور شدید آفتاب محافظت کنم که کور نشوم. پاهایم را به سمت پنجره پایینی بردم که جلوی نور را بگیرد اما پنجره را نبستم چون می‌خواستم موقعیت خودم را بدانم و ببینم اوضاع از چه قرار است.»

با ورود به لایه‌های ضخیم‌تر جو زمین، فضاپیما دچار دوران و تکان‌های شدیدتری شد. با این وجود، گاگارین اعتماد به نفس خود را از دست نداد و باور داشت که هنوز فضاپیما شانس فرود عادی را از دست نداده:
«من به کنترل زمین اطلاع دادم که مرحله جداسازی بر اساس برنامه روی نداده. اما هنوز به نظرم موقعیت اضطراری نبود، و من روی صفحه کنترل کُد VN4 را به زمین مخابره کردم.» (معنی کُد: همه چیز به خوبی پیش می‌رود)

این حالت حدود ده دقیقه ادامه داشت تا اینکه کابل‌ها در اثر حرارت شدید ناشی از ورود به جو زمین سوختند و بالاخره کپسول گاگارین در ساعت ۱۰:۳۵ دقیقه آزاد شد. گاگارین اعتقاد داشت که در بدترین لحظات این حادثه، شتابی در حدود ۱۰ جی (G-force) به او وارد می‌شده‌است:
«در یک لحظه، برای حدود ۲–۳ ثانیه، داده‌های روی صفحه کنترل محو شدند و جلوی چشمانم تیره شد. خودم را محکم گرفتم و تلاش کردم در برابر فشار مقاومت کنم، تا بالاخره همه چیز تقریباً به حالت عادی برگشت.»

### فرود
گاگارین پس از ۱۰۸ دقیقه پرواز و یک دور گردش کامل در مدار زمین، در ۲۶ کیلومتری جنوب غربی شهر انگلس در منطقه ساراتوف فرود آمد. این نقطه از منطقه پیش‌بینی شده برای فرود فاصله زیادی داشت و کسی برای استقبال از او حاضر نبود. آنا آکیمووا تاتارووا، همسر جنگلبان محلی و نوه ۶ ساله‌اش نخستین کسانی بودند که گاگارین را پس از فرود دیدند. یوری گاگارین ماجرا را این‌گونه تعریف می‌کند:
«آنها وقتی مرا با لباس و کلاه فضایی و چتر نجاتم دیدند، ترسیدند و عقب رفتند. من به آن‌ها گفتم نگران نباشید من هم مثل شما شهروند شوروی هستم، همین الان از فضا برگشتم و دنبال تلفن می‌گردم که به مسکو زنگ بزنم.»
گاگارین پس از تماس تلفنی با دفتر نیروی هوایی، پیامی به این مضمون فرستاد: «پیامی برای نیروی هوایی، مأموریت با موفقیت انجام شد، در این موقعیت (...) فرود آمدم، حالم خوب است، ضرب‌دیدگی و شکستگی هم ندارم. گاگارین».

### ستاره جهانی

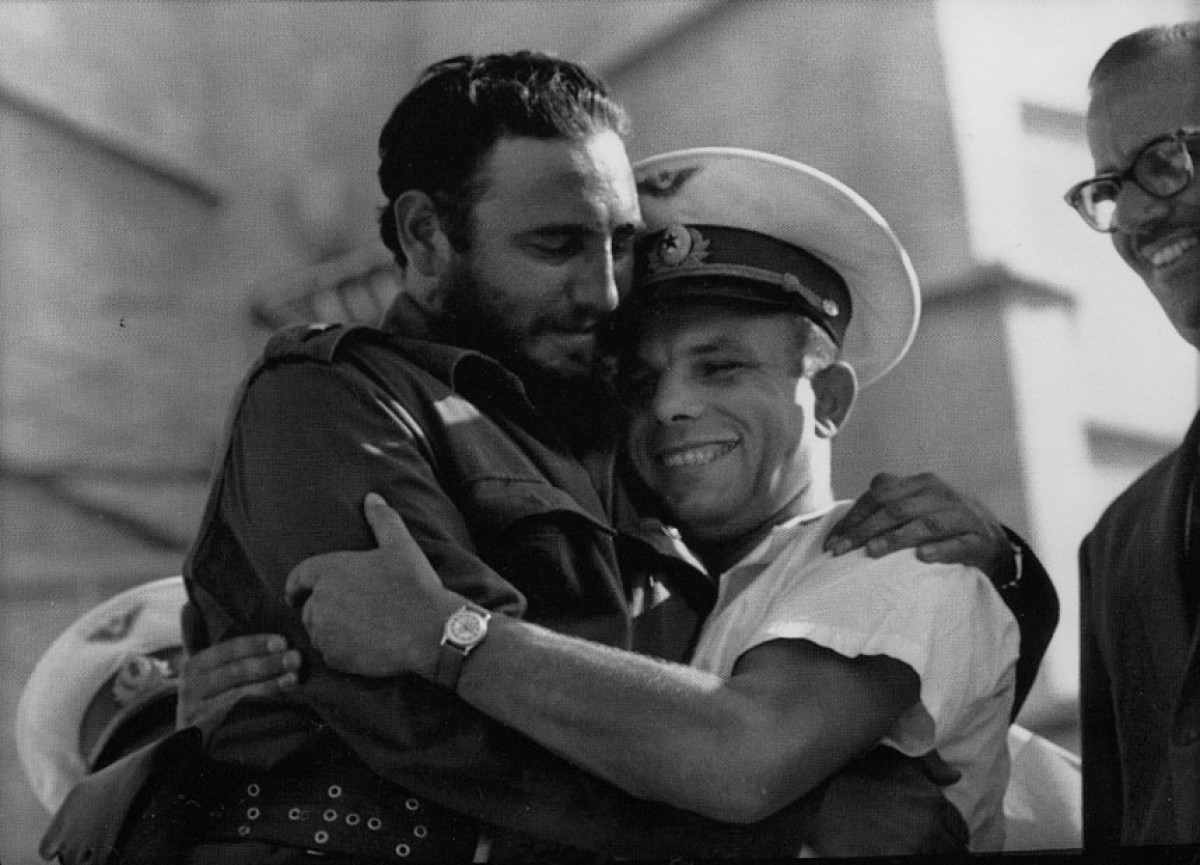
کاسترو و فضانورد شوروی یوری گاگارین

یوری گاگارین پس از بازگشت به زمین، بلافاصله تبدیل به ستاره‌ای جهانی شد. او به کشورهای گوناگون از جمله ایتالیا، چکسلواکی، بریتانیا، آلمان، مجارستان، فرانسه، بلغارستان، غنا، کوبا، مکزیک، برزیل، نروژ، هند، مصر، لیبریا، کانادا و ژاپن سفر کرد و مورد استقبال رسمی مقامات و هوادارانش قرار گرفت. او در بسیاری از کشورها نشان‌های افتخار دریافت و از پیکره‌هایی که به افتخارش برپا شده بود پرده‌برداری کرد. در روز ۱۴ ژوئیه ۱۹۶۱ در بریتانیا در میهمانی ناهاری به میزبانی ملکه الیزابت دوم و همسرش در کاخ باکینگهام شرکت کرد،
و پس از آن میهمان نخستین اتحادیه کارگری جهان در منچستر بود. پس از حضور گاگارین در شهر پاریس، خیابانی به نام وی در آن شهر نامگذاری شد.

### دیدن یا ندیدن خدا؟
مدتی پس از پرواز فضایی گاگارین، شایعات دروغی خصوصاً در جوامع مذهبی و غربی به نقل از او پخش شد مبنی بر اینگه گاگارین در فضاپیمایش گفته که «من این بالا خدایی نمی‌بینم». چنین عبارتی در هیچ‌جای نوار مکالمات گاگارین در فضا وجود ندارد.
در سال ۲۰۰۶ میلادی، سرهنگ والنتین پتروف، یکی از دوستان نزدیک گاگارین، طی مصاحبه‌ای بیان چنین عباراتی از سوی گاگارین را تکذیب کرد. وی منشأ شایعه را نقل قولی خارج از مضمون از سخنرانی نیکیتا خروشچف در کمیتهٔ مرکزی حزب کمونیست اتحاد شوروی دانست. خروشچف در این سخنان ضمن حمله به باورهای مذهبی، گفته بود که «حتی گاگارین به فضا رفت و آنجا هم خدایی ندید». شاید برخی این عبارات را به گاگارین نسبت داده بودند تا از محبوبیت گاگارین استفاده کرده و اثر تبلیغات خود را بیشتر کنند.
از طرف دیگر، با توجه به اینکه نفوذ کمونیسم در برخی از کشورهای مذهبی یا غربی از دید روحانیت یا دولت تهدید محسوب می‌شده، این احتمال هم وجود دارد که این شایعه را برای نفی و تیره‌نمایی کمونیسم و پیشرفت‌های تکنولوژیکی شوروی ساخته بوده‌باشند.

## پس از پرواز تا مرگ

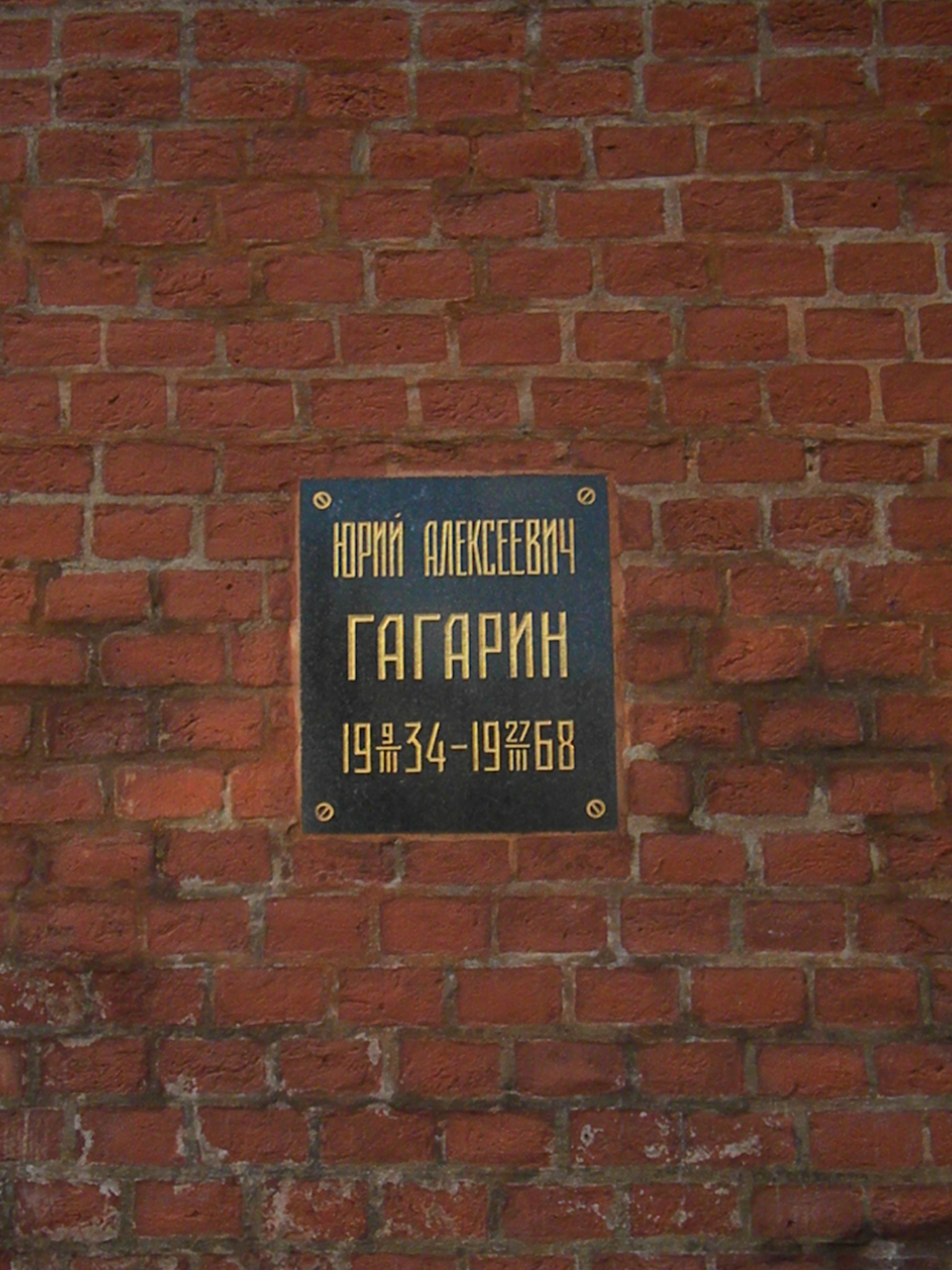
پلاک نشان دفن گاگارین در دیوار کرملین

در سال ۱۹۶۲، یوری گاگارین به سمت معاونت شورای عالی اتحاد شوروی منصوب شد، اما پس از مدتی به مرکز فضانوردی شوروی در «شهرک ستاره‌ها» بازگشت و به مدت ۷ سال در گروهی کار کرد که هدفشان طراحی فضاپیماهایی با قابلیت استفاده مجدد بود. وی پس از مدتی به سمت معاون مدیریت شهرک ستاره‌ها انتخاب شد، و هم‌زمان به تمریناتش به عنوان خلبان هواپیمای جنگنده ادامه داد.
در روز ۲۷ مارس ۱۹۶۸، هواپیمای میگ-۱۵ یوری گاگارین و مربی پروازش طی یک پرواز تمرینی دچار سانحه شد و سقوط کرد و هردو سرنشین آن کشته شدند.

### علت سانحه
علت دقیق سانحه روشن نیست، اما بر اساس نتایج پژوهشی که در سال ۱۹۸۶ انجام گرفت، تلاطم ناشی از پس‌سوز موتور جت یک فروند هواپیمای سوخو-۱۱ احتمالاً باعث شده که گاگارین و مربی‌اش کنترل هواپیمایشان را به‌طور مرگباری از دست بدهند. بدی هوا در روز سانحه نیز مطمئناً در این سقوط بی‌تاثیر نبوده‌است.
الکسی لئونوف، کیهان‌نورد روسی و همکار گاگارین، در کتابش با عنوان «دو روی ماه» نظریه مشابهی در مورد این سانحه ارائه داده‌است. او در همان روز در نزدیکی محل حادثه در حال پرواز با بالگرد بوده، نقل کرده که «دو صدای غرش مهیب» از دور شنیده‌است. الکسی گزارش پژوهش ۱۹۸۶ را تأیید کرده و نتیجه گرفته که هواپیمای دوم (که او به اشتباه سوخو-۱۵ نامیده) در ارتفاع پایین‌تر از حدمجاز در حال پرواز بوده، و «به خاطر بدی هوا، و بدون اطلاع از اینکه بیشتر از ۲۰–۱۰ متر با هواپیمای گاگارین فاصله ندارد، اقدام به شکستن دیوار صوتی کرده‌است». تلاطم شدید ناشی از این اقدام، هواپیمای گاگارین را بی‌ثبات کرده و به چرخش مرگباری فرستاد. نخستین صدای غرش مهیب ناشی از شکستن دیوار صوتی و دومین صدا ناشی از انفجار هواپیمای گاگارین بوده‌است. وی فاصله زمانی شنیدن صدای غرش موتور هواپیمای اول و بعد انفجار هواپیمای گاگارین را تنها ۱ تا ۲ ثانیه روایت می‌کند و بر اساس همین نظر معتقد است فاصله دو هواپیما در حدود ۱۰ تا ۱۵ متر می‌بوده‌است. اما وی مطمئن نیست این تداخل مسیر پروازی سهوی یا عمدی بوده‌است.
نظریه جدیدتری نیز در سال ۲۰۰۵ ارائه شده‌است که برپایهٔ آن دریچه تهویه کابین خلبان سهواً به‌دست گاگارین و همکارش یا خلبان پیشین هواپیما باز گذاشته شده بوده‌است. بازبودن دریچه باعث به وجود آمدن حالت خفگی ناشی از کمبود اکسیژن شده و خلبانان نتوانسته‌اند کنترل هواپیما را حفظ کنند.
در سال ۲۰۰۷ پیشنهادی مطرح شد مبنی بر اینکه پژوهش‌های جدیدی در مورد سقوط یوری گاگارین با استفاده از فناوری نوین انجام گیرد. اما دولتمردان روسیه نیاز به انجام پژوهش‌های مجدد را غیرضروری دانستند.
تمامی قطعات جمع‌آوری شده از لاشه میگ-۱۵ یوری گاگارین در محفظه‌های سربسته نگهداری می‌شود و امکان پژوهش روی آن‌ها در آینده وجود دارد.

## یادمان، افتخارات و نشان‌های گاگارین

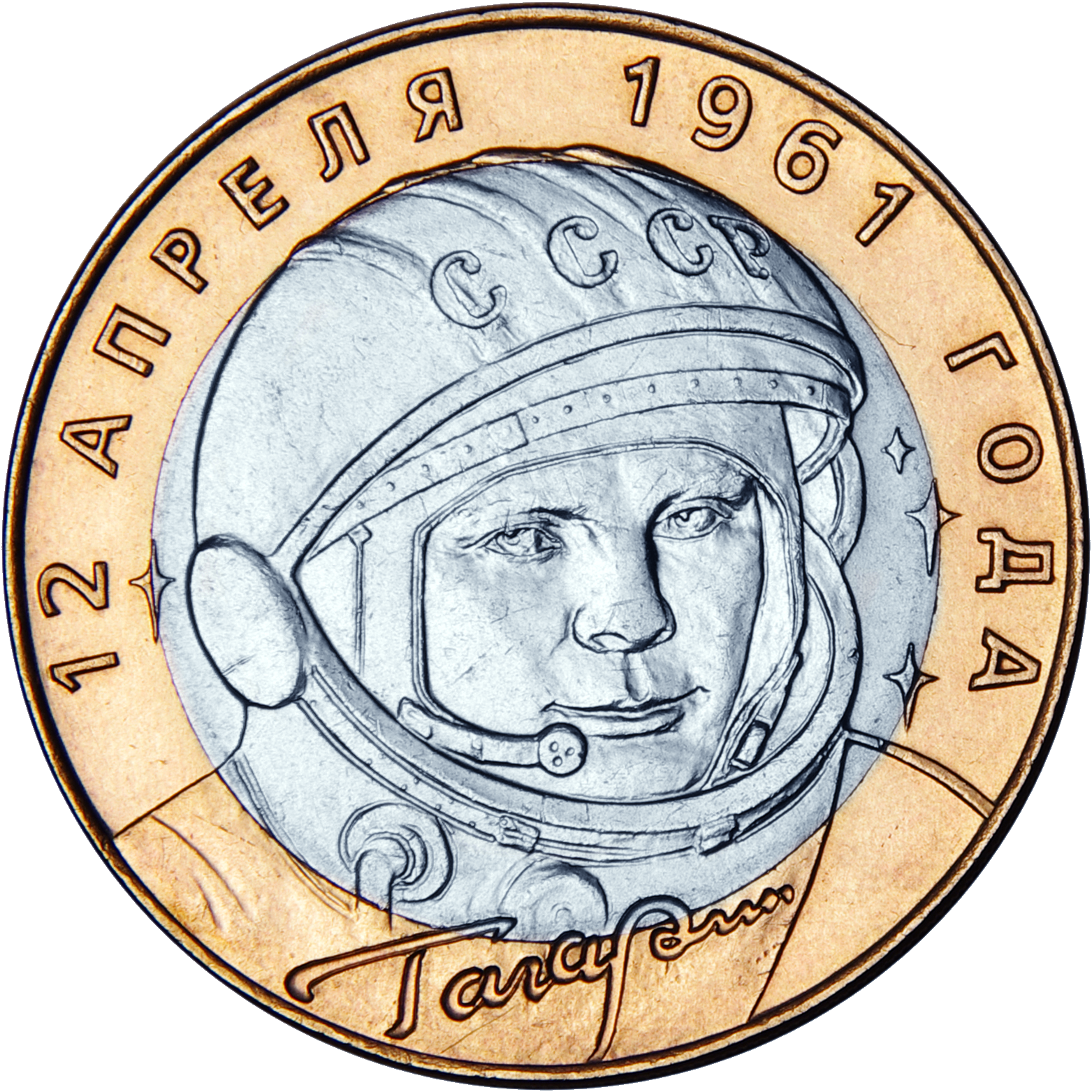
Russian Rouble commemorating Gagarin in 2001

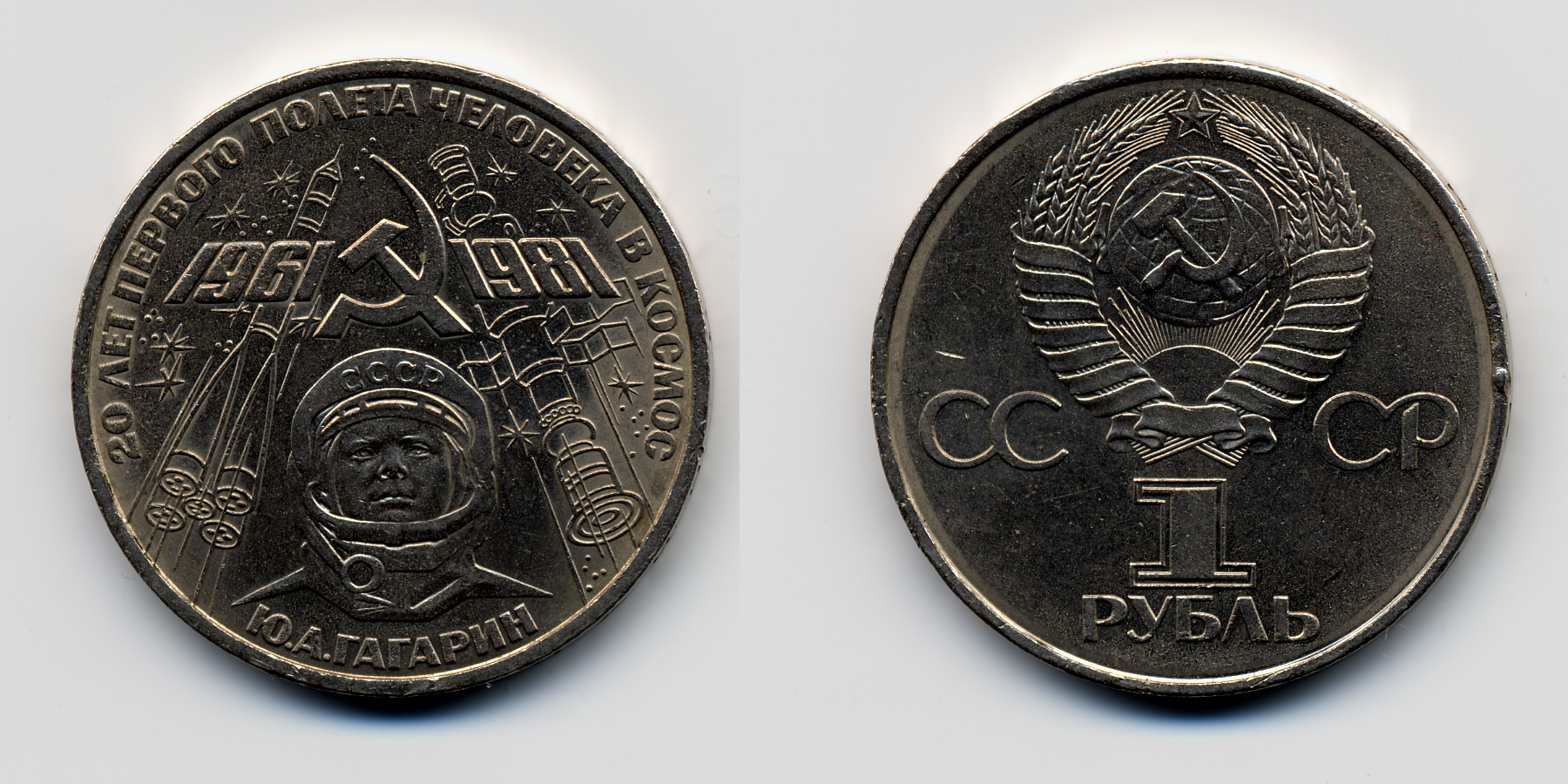
سکه یک روبلی به مناسبت بیستمین سالگرد پرواز فضایی گاگارین، اتحاد شوروی

به مناسبت بیستمین و سی‌امین سالگرد پرواز گاگارین، دولت شوروی به ترتیب در سال ۱۹۸۱ یک سکه یک روبلی (مس-نیکل)، و در سال ۱۹۹۱ یک سکه سه روبلی (نقره) ضرب کرد. در سال ۲۰۰۱، دولت روسیه به مناسبت چهلمین سال نخستین پرواز فضایی انسان، چهار سکه جدید با نیمرخ گاگارین ضرب کرد که عبارتند از سکه‌های دو روبلی (مس-نیکل)، سه روبلی (نقره)، ده روبلی (برنج-مس، نیکل)، و صد روبلی (نقره).
پیکر یوری گاگارین در آرامگاه دیوار کرملین در میدان سرخ شهر مسکو به خاک سپرده شده‌است.

### جشن‌های شب یوری
هر ساله در شب ۱۲ آوریل، جشن‌هایی با نام «شب یوری» برای یادبود یوری گاگارین در نقاط مختلف جهان برپا می‌شود. در برخی از این مراسم علاوه بر علاقه‌مندان به سفرها و اکتشافات فضایی، فضانوردان سرشناس نیز شرکت می‌کنند. در سال ۲۰۰۸ در شب یوری، ۴۹ کشور جهان میزبان ۱۶۸ جشن بودند.
زمان پرتاب اسپوتنیک-۱ به فضا را سرآغاز عصر فضا می‌نامند، درحالی‌که سفر یوری گاگارین به فضا نیز همپای مدارگردی این ماهواره، تاریخ‌ساز بوده‌است. از این رو بود که سه منجم آماتور به نام‌های لورتا هیدالگو، جرج وایت ساید و تریش گارنر در سال ۲۰۰۱ میلادی پیشنهاد برگزاری شب یوری را ارائه کردند. این جشن سالانه فضایی اکنون در سرتاسر دنیا برگزار می‌شود. ایران نیز با داشتن علاقه‌مندان فراوان به فضا و نجوم، از این جشن بی نصیب نیست. اکنون شب یوری با برگزاری مراسم، سخنرانی‌های علمی و سرگرمی‌های فضایی در سرتاسر کشور و توسط گروه‌های مردمی و انجمنهای علمی برگزار می‌شود.

### روز جهانی پرواز فضایی بشر
مجمع عمومی سازمان ملل در نشست ویژه‌ای به تاریخ ۷ آوریل ۲۰۱۱ قطعنامه‌ای صادر کرد که به موجب آن روز ۱۲ آوریل به مناسبت سالگرد پرواز تاریخی یوری گاگارین به دور مدار زمین (۱۲ آوریل ۱۹۶۱ میلادی)، «روز پرواز فضایی بشر» نامگذاری شده‌است. پیش‌نویس این قطعنامه را کشور روسیه —که وارث فعالیت‌های فضایی اتحاد جماهیر شوروی سابق است— به مناسبت پنجاهمین سالگرد سفر فضایی یوری گاگارین به مجمع عمومی سازمان ملل ارائه نموده بود. کیو آکاساکا معاون ارتباطات و روابط عمومی دبیرکل سازمان ملل به همین مناسبت گفت: «پنجاه سال از آن سفر شگفت‌انگیز می‌گذرد اما افسانهٔ شجاعت گاگارین و سفر وی به ماورای مرزهای فکری زمانه خود همچنان به صورت یک منبع الهام‌بخش برای آینده اکتشافات فضایی، برای نوع بشر و برای ملت‌های سراسر جهان خواهد بود.»

### نامگذاری افتخاری
- مدال زرین فدراسیون بین‌المللی هوانوردی
- مکانی در شهر مسکو که پیکره‌ای ۴۰ متری از گاگارین هم در آنجا قرار دارد.
- خیابان یوری گاگارین (Avenue de Youri Gagarine) در شهر پاریس
- یکی از دهانه‌های کره ماه به نام یوری گاگارین نامگذاری شده‌است. همچنین یکی از مدال‌های افتخار گاگارین به درخواست همسرش توسط نیل آرمسترانگ و ادوین آلدرین بر روی کره ماه قرار داده شد.[۴۳]
- سیارک شماره ۱۷۷۲
- نشان جستجوگر گوگل که هر سال در روز ۱۲ آوریل به یاد یوری گاگارین تغییر می‌کند.
- تصویر گاگارین به عنوان تأثیرگذارترین چهره سال در تاریخ ۲۱ آوریل ۱۹۶۱ بر روی جلد مجله تایم قرار گرفت.[۴۴]
- قطار شماره ۱۳۶–۲۲۱ مدل سوپر وویجر شرکت راه‌آهن ویرجین در بریتانیا نیز به افتخار وی نامگذاری شد.[۴۵][۴۶][۴۷]

### فرنام‌ها
- خلبان فضانورد اتحاد جماهیر شوروی (۱۴ آوریل ۱۹۶۱)
- قهرمان اتحاد شوروی (۱۴ آوریل ۱۹۶۱)
- قهرمان جمهوری چکسلواکی (۲۸ آوریل ۱۹۶۱)
- قهرمان جمهوری بلغارستان (۲۳ آوریل ۱۹۶۱)
- قهرمان جمهوری دموکراتیک ویتنام
- رئیس انجمن دوستی شوروی و کوبا
- عضو افتخاری انجمن دوستی شوروی و فنلاند

### نشان‌های عالی
- لنین (شوروی)
- گئورگی دیمیتروف (بلغارستان)
- کارل مارکس (آلمان شرقی)
- ستاره درجه ۲ (اندونزی)
- صلیب گرونوالد (لهستان)
- پرچم گوهرنشان (مجارستان)
- نشان گردنبند رود نیل (مصر)
- ستاره افتخار آفریقا (لیبریا)
- نشان افتخار هوانوردی (برزیل)
- شوالیه یکم خلیج خوک‌ها (کوبا)

### شهروندی افتخاری
- ساراتوف، سواستوپول، اسمالنسک، سومگاییت، وینیتزا، نوووچرکاسک، و کالوگا (شوروی)
- صوفیه، پرنیک، و پلُودیو (بلغارستان)
- آتن (یونان)
- لیماسول و فاماگوستا (قبرس)
- سن دنی (فرانسه)
- ترچینانسک تپلیتزی (چکسلواکی)
- کلید زرین شهرهای قاهره و اسکندریه (مصر)